# Gefiederte Glia von Fañanas
Die gefiederten Glia von Fañanas (auch Fañanas-Zellen) sind satellitäre Gliazellen, die in der Rinde (Stratum purkinjense, Stratum moleculare) des Kleinhirns anzutreffen sind.
Die Fañanas-Zellen lassen sich nur mit einer speziellen Gold-Sublimat-Methode histologisch darstellen.

## Histologie
Die Zellen liegen verstreut in allen Ebenen des Stratum moleculare, gehäuft aber im unteren Drittel. Vereinzelt liegen die Zellkörper schon im Stratum purkinjese. Ihre Zytoplasmaausläufer enthalten keine glialen Filamente oder saures Gliafaserprotein. Sie stehen den Ausläufern der epithelialen Golgi-Zellen gegenüber, den Bergmann-Glia, die als Purkinje-Zell-Fortsätze die zweite wichtige Gliazellpopulation der Kleinhirnrinde bilden. Manche Autoren schreiben den Fañanas-Zellen eine enge Verwandtschaft zu den epithelialen Golgi-Zellen zu, andere sehen sie als Subtyp an.
Man unterteilt die Fañanas-Zellen nach ihrer Morphologie in
- einfiedrig
- zweifiedrig
- mehrfach gefiedert

Fañanas-Zellen sind in der Regel nicht an der gliösen Grenzmembran (Membrana limitans gliae), im Gegensatz zu den Bergmann-Glia, beteiligt.
In einer 2018 veröffentlichten Studie wurden zwei immunhistochemische Antikörper (gegen Kv2.2 Kalium-Kanäle und gegen Calsenilin KChIP3) als potentielle Marker für Fañanas Zellen entdeckt.

## Geschichte
Die gefiederten Zellen von Fañanas wurden 1916 von Jorge Ramón y Cajal Fañanás, einem Sohn Ramón y Cajals entdeckt. In der heutigen Zeit sind sie aufgrund ihrer ungeklärten klinischen Bewandtnis größtenteils in Vergessenheit geraten. Eine eindeutige Funktion konnte diesen Zellen ebenfalls nicht zugeordnet werden.

## Klinik
Die Fañanas-Zellen sind nur selten Bestandteil klinischer Studien und labormedizinischer Untersuchungen.
Im Zusammenhang mit der Creuztfeldt-Jakob-Erkrankung wurde dieser Gliazelltyp jedoch neben Bergmann-Glia, Mikroglia und Astrozyten auf Veränderungen untersucht. In diesem Zusammenhang fiel bei Fañanas-Zellen, Bergmann-Glia und den Mikroglia eine Expression von Vimentin auf, während nur eine geringe Menge an reaktiven Astrozyten Vimentin-positiv waren. Diese Erkenntnis unterstützt allerdings nur die These, dass vor allem die Astroglia eine zentrale Rolle bei der CJD spielen, während der Einfluss Fañanas-Glia scheinbar nicht tragend ist.